# Sayonara Eri
Sayonara Eri (さよなら絵梨?  lit. Adios, Eri), también conocido como Goodbye, Eri, es un manga web one-shot japonés escrito e ilustrado por Tatsuki Fujimoto. Fue lanzado en el sitio web Shōnen Jump+ de Shūeisha el 11 de abril de 2022 y publicado en forma impresa el 4 de julio de 2022.

## Argumento
Yuta Ito recibe un teléfono inteligente por su cumpleaños. Poco después de abrir su regalo, la madre enferma terminal de Yuta le asigna la tarea de filmarla y compilar una película sobre ella en caso de su muerte. Después de que ella muere, Yuta estrena la película en su escuela, pero se burlan mucho de su decisión de terminar la película con él huyendo de un hospital en explosión. Acosado y condenado al ostracismo, Yuta decide suicidarse saltando desde el techo del hospital de su madre. Lo detiene una chica llamada Eri, quien le revela que realmente le encantó su película y lo insta a hacer otra. Los dos trabajan juntos para llevar esto a buen término, alternando entre la producción y el maratón de varias películas en busca de inspiración y educación. Deciden hacer de la película un semidocumental sobre ellos mismos, pero con varias exageraciones y elementos ficticios, sobre todo la idea de que Eri es una vampira .
Yuta y Eri se vuelven más cercanos a medida que pasan el tiempo hasta que Eri cae inconsciente mientras los dos jugaban en la playa. Se revela que Eri también tiene una enfermedad terminal como la madre de Yuta. Un Yuta deprimido no se anima a intentar más progresos en su película. Sin embargo, su padre lo alienta a seguir adelante, al mismo tiempo que le revela al lector que la madre de Yuta en realidad abusaba de su hijo y esposo. La película hizo que Yuta hiciera era un intento de capitalizar su enfermedad si sobrevivía, o recordarla de manera positiva si moría.
Yuta y Eri completan su película, poco antes de que Eri muera. Yuta proyecta su nueva película, que esta vez recibe elogios. Más tarde, Yuta se enfrenta a uno de los amigos de Eri, y los dos admiten que Eri no era la versión idealizada que Yuta filmó y editó para su película, pero ambos están de acuerdo en que prefieren recordar a su amiga en común de esta manera.
Desde entonces, Yuta dedica tiempo a equilibrar su vida normal con su obsesión por volver a editar la película de Eri. Años más tarde, un Yuta adulto sufre la pérdida de su esposa, hijo y padre en un accidente automovilístico. Perdiendo las ganas de vivir, Yuta había decidido una vez más intentar suicidarse en la sala de proyección donde él y Eri verían una maratón de películas. Al llegar allí, Yuta descubre a una Eri todavía viva y joven. Eri revela que ella realmente es una vampira que repetidamente experimenta pérdida de memoria causada por ciclos de muerte cerebral a lo largo de su vida eterna. La Eri de su vida anterior había dejado instrucciones específicas para sus futuras encarnaciones, así como la película que ella y Yuta hicieron para asegurarse de que lo recordará para siempre. Con su voluntad de vivir restaurada, Yuta se despide de Eri y se va con indiferencia mientras el edificio en el que se encontraba la sala de proyección explota al igual que en el final de su película sobre su madre.

## Publicación
El 4 de febrero de 2022, Shihei Lin, editor de Shūeisha, anunció que Tatsuki Fujimoto escribiría un one-shot de 200 páginas, que se publicó en el sitio web Shōnen Jump+ el 11 de abril de 2022. El manga se publicó en forma de tankōbon el 4 de julio de 2022.
Viz Media y Manga Plus publicaron el manga simultáneamente con el lanzamiento japonés.

## Recepción
Un día después de su lanzamiento, el manga obtuvo más de 2,2 millones de visitas en el sitio web Shōnen Jump+.
Adi Tantimedh de Bleeding Cool elogió la trama y los personajes, calificándolo como uno de los mejores cómics de 2022. Tyra de Animate Times elogió la trama y la obra de arte, destacando particularmente la división de viñetas y otros efectos.